# أعطه كله (أغنية غيمس)
أعطه كله (بالفرنسية: Brisé)‏ وهي إصدار منفرد لمغني الراب الكونغولي غيمس، تم إصدارها في 11 نوفمبر 2016 وهي إصدار منفرد لألبومه الثاني قلبي كان على حق.

## التصنيفات
| التصنيف                                                     | أفضل مرتبة |
| ----------------------------------------------------------- | ---------- |
| تصنيف الألبومات الفرنسية (الاتحاد الوطني للنشر الفونوغرافي) | 26         |
| تصنيف الألبومات البلجيكية (أولتراتوب والونيا)               | 18         |